# Suberanthus pungens
Suberanthus pungens là một loài thực vật có hoa trong họ Thiến thảo. Loài này được (Urb.) Borhidi miêu tả khoa học đầu tiên năm 1983.